# Сурхахі
Сурхахі — село Назрановського району Республіки Інгушетія. Населення 14 696 мешканців.
Висота над рівнем моря 490 метрів. 
У селі є мечеть.

## Видатні уродженці
- Аушев Макшаріп Магомедович — бізнесмен та політичний діяч Інгушетії.

## Джерело
- Адміністрація сільського поселення Сурхахі(рос.)

| Росія | Це незавершена стаття з географії Росії. Ви можете допомогти проєкту, виправивши або дописавши її. |